# Them or Us
Them or Us es un álbum del músico y compositor norteamericano Frank Zappa lanzado en 1984. La primera y última canciones son versiones. El álbum se remezcló para su edición en CD en 1990 por Rob Stone, aunque las diferencias con el original son mínimas.

## Lista de canciones
- Todas las canciones compuestas por Frank Zappa, excepto donde se indique lo contrario.

### Cara A
1. "The Closer You Are" (Earl Lewis, Morgan "Bobby" Robinson) – 2:55
2. "In France" – 3:30
3. "Ya Hozna" – 6:26
4. "Sharleena" – 4:33

### Cara B
1. "Sinister Footwear II" – 8:39
2. "Truck Driver Divorce" – 8:59

### Cara C
1. "Stevie's Spanking" – 5:23
2. "Baby, Take Your Teeth Out" – 1:54
3. "Marqueson's Chicken" – 7:33
4. "Planet of My Dreams" – 1:37

### Cara D
1. "Be in My Video" – 3:39
2. "Them or Us" – 5:23
3. "Frogs with Dirty Little Lips" (Frank Zappa, Ahmet Zappa) – 2:42
4. "Whippin' Post" (Gregg Allman) – 7:32

## Personal

### Músicos
- Frank Zappa – guitarra, teclados, voz, arreglos, producción
- Tommy Mars – teclados, voces
- Patrick O'Hearn – instrumentos de viento, bajo
- Scott Thunes – voces, Minimoog, sintetizador, bajo
- Johnny "Guitar" Watson – voces, guitarra
- Ray White – guitarra, voces
- Moon Unit Zappa – voces
- Ed Mann – percusión
- Chad Wackerman – batería, voces
- Ike Willis – voces, coros
- Arthur Barrow – bajo
- Napoleon Murphy Brock – saxofón, voces
- Brad Cole – piano
- Roy Estrada – voces, bajo
- Bob Harris – teclados, voces
- Thana Harris – voces
- Steve Vai – guitarra
- Dweezil Zappa – guitarra
- George Duke – teclados, voces, piano
- Bobby Martin – teclados, saxofón, voces, armónica

### Personal técnico
- Mark Pinske – ingeniero
- John Matousek – masterización
- Gabrielle Raumberger – diseño gráfico
- Steve Schapiro – fotografía
- Bob Stone – ingeniero